# Phauloppia caudata
Phauloppia caudata är en kvalsterart som beskrevs av Hammer 1973. Phauloppia caudata ingår i släktet Phauloppia och familjen Oribatulidae. Inga underarter finns listade i Catalogue of Life.